# Maroš Klimpl
Maroš Klimpl (født 4. juli 1980) er slovakisk fodboldspiller, der siden 2011 har spillet for Aris Limassol på Cypern.
Maros Klimpl spillede i hjemlandet hos Victoria Zizkov og Banik Ostrava. I sommerpausen 2007 kom han til FC Midtjylland da de skulle bruge en ny forsvarer efter salget af Kristian Bak Nielsen. 
Han har spillet 19 kampe for Slovakiets fodboldlandshold.